# Mombacho
Le Mombacho est un volcan endormi du Nicaragua, en Amérique centrale, au sud-ouest de la ville de Granada et au nord-ouest du lac Nicaragua.
Il contient l'une des dernières zones de forêt tropicale du Nicaragua, avec une flore et une faune uniques. Il a été déclaré réserve naturelle.

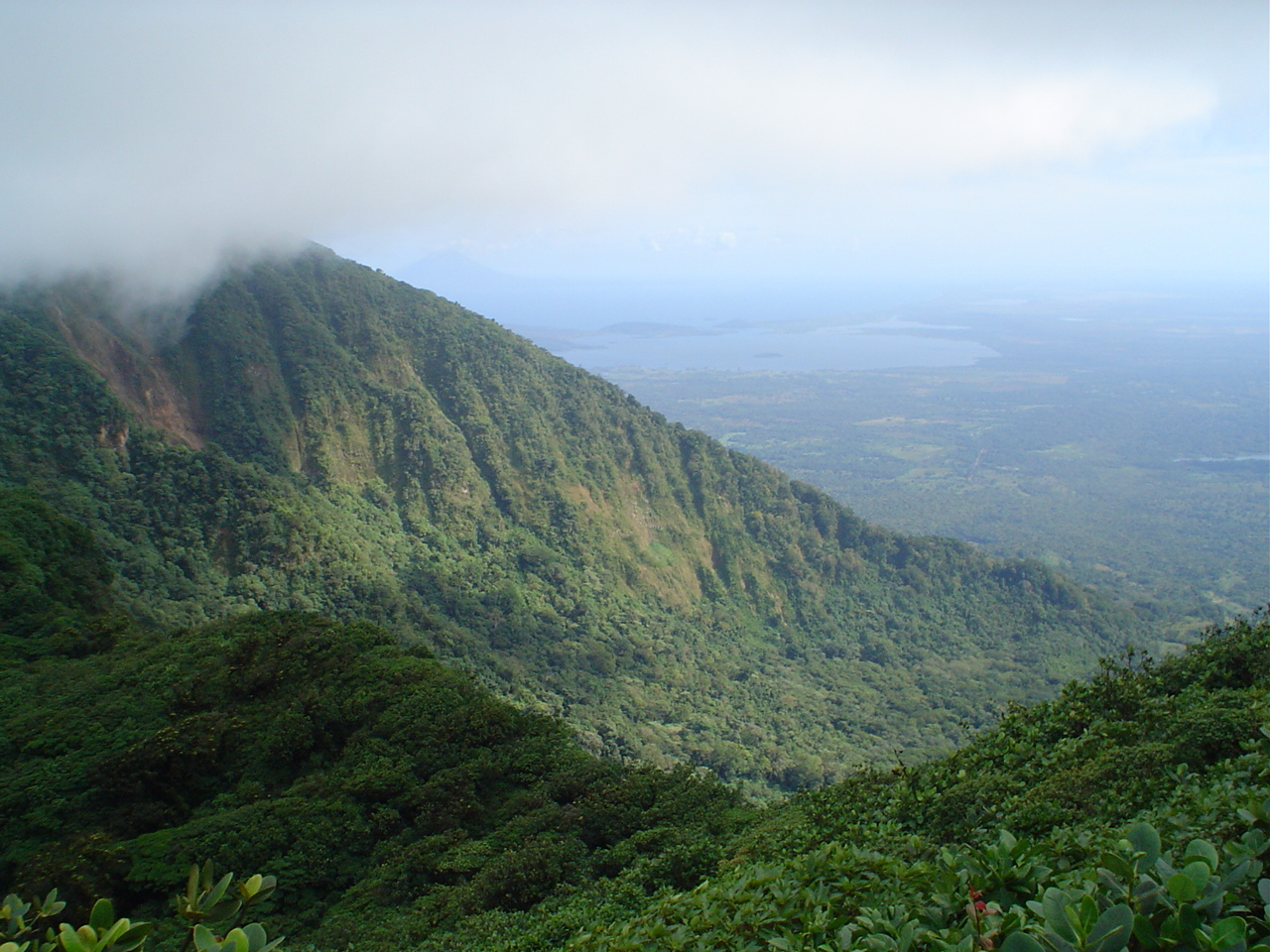
Vue des pentes du Mombacho.